# Stockholms naturvetenskapliga förening
Stockholms naturvetenskapliga förening grundades av Nils Johan Andersson den 25 februari 1871, och är bland annat känt för att ha realiserat tillkomsten av den första naturvetenskapliga fältstationen i Norrland. Föreningen brukade också organisera vårutflykter och liknande i samarbete med Sveriges entomologiska förening.

## Föreningens historia

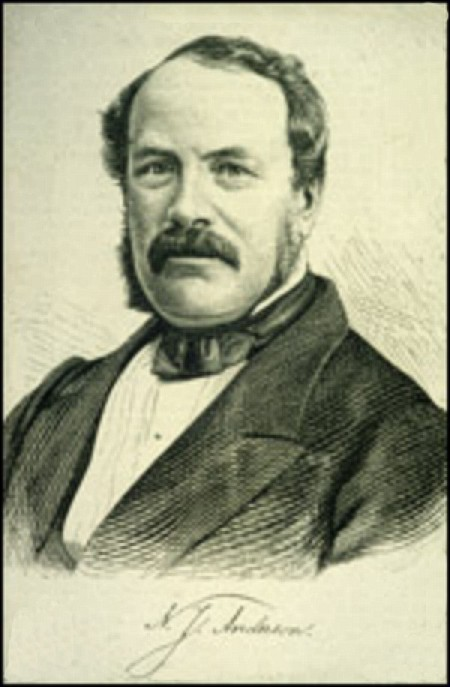
Nils Johan Andersson (1821–1880)

Nils Johan Andersson  (1821–1880) var en svensk botaniker, som innehade den första Bergianska professuren, och som intendent vid Riksmuseets  botaniska  avdelning  och föreståndare och professor vid Bergianska Trädgården organiserade Andersson botaniska  sammankomster i sitt hem vid Bergianska. Dessa möten, vari också ingick smörgåsar och punsch i obegränsad  mängd blev till slut för stora att hålla i hans hem, varför Andersson 1871 bildade  Stockholms  naturvetenskapliga förening.
Föreningen räknade 165 ledamöter år 1917, vilket ökat till 196 ledamöter år 1926.

## Nordisk Familjebok om föreningen
Nordisk Familjebok berättar år 1918 om föreningen:
| ”                                                                   | Stockholms naturvetenskapliga förening bildades 25 febr. 1871 på föranstaltande af bergianske professorn N. J. Andersson. Föreningen har till ändamål att utgöra en samlingspunkt för de olika naturvetenskapernas idkare, gynnare och vänner i Stockholm. Under tiden sept.-maj hållas minst fem sammankomster. Antalet ledamöter uppgår f. n. (1917) till 165. Årsafgiften är 2 kr. På föreningens initiativ upprättades 1905 Vassijaure naturvetenskapliga station (numera flyttad till Abisko), hvars hufvuduppgift är att vara ett hem för naturforskare i höga norden. | „ |
| – Stockholms naturvetenskapliga förening, Nordisk familjebok (1918) | |   |

## Vassijaure naturvetenskapliga station
Föreningen spelade en roll i tillkomsten av den första fältstationen i Norrland, på initiativ av polarforskaren Fredrik Svenonius, som 1886 påpekat behovet av en fullständig vetenskaplig station vid Torneträsk.
Malmbanan öppnades år 1902. I samband med detta betonade Svenonius i en skrivelse till Stockholms Naturvetenskapliga Förening de möjligheter som malmbanan skapade och de höga krav som detta ställde på den verksamhet som kunde bedrivas i området. 15 år senare återupptogs frågan på Svenonius initiativ av Stockholms naturvetenskapliga förening vilken tillsatte en kommitté för förslagets förverkligande. Genom bidrag från stiftelsen Lars Hiertas minne (Lars Johan Hierta) samt ett flertal enskilda kunde kommittén våren 1903 inköpa och reparera en från järnvägsbygget kvarstående byggnad, belägen 1 kilometer söder om sjön Vassijaure.
Fältstationen startades 1903 under namnet Vassijaure naturvetenskapliga station, vid nuvarande Katterjåkk, beläget i Kiruna kommun. Dess första hemvist var en ingenjörsbyggnad som blivit över efter anläggningen av Malmbanan . Sedan den byggnaden brunnit ner 1910 flyttades verksamheten till Abisko, där den från 1912 fortsatte under namnet Abisko naturvetenskapliga station.

## Ordförande och sekreterare
- Nils Johan Andersson, ordförande från och med 1874
- Oskar Theodor Sandahl, ordförande fram till sin död 1894[10]
- Johan Gustaf Wiborgh, ordförande fram till sin död 1903[11]
- Gerhard Lindblom, sekreterare 1925-1933, ordförande från och med 1934
- Carl Christian Wallén, ordförande 1959–70
- Eric Mjöberg,  sekreterare